# 荏弱早熟禾
荏弱早熟禾（学名：Poa gracilior）为禾本科早熟禾属下的一个种。